# Soldadito español
Soldadito español és una pel·lícula espanyola de comèdia dramàtica estrenada el 7 d'octubre de 1988, dirigida per Antonio Giménez-Rico amb guió de Rafael Azcona i protagonitzada en els papers principals per Maribel Verdú, Juan Luis Galiardo, María Garralón i Francisco Bas.

## Argument
Francisco és un modest músic que es casa amb Luisa, una jove membre d'una família d'arrelat esperit militar. Aquesta circumstància l'obliga a ingressar en la banda del regiment de la seva localitat. El seu fill Luis, de divuit anys, provoca la indignació de la família, ja que no sols no vol seguir la tradició de músic del seu pare, sinó que es nega a complir el servei militar. No obstant això, les pressions dels pares i els avis, que temen que Luis sigui declarat pròfug, forcen al noi a acceptar.

## Repartiment
- Maribel Verdú com a Marta Ocón Cabezuela.
- Juan Luis Galiardo com a Francisco Calleja.
- María Garralón com a Luisa Perales.
- Luis Escobar com a	Víctor Perales.
- Miguel Rellán com a Angel Perales.
- María Luisa San José com a Elena.
- Félix Rotaeta com a Román Perales.
- Amparo Baró com a Lola.
- José Luis López Vázquez com a Manuel Ocón.
- Francisco Bas com a	Luis Calleja Perales.
- Marisa Porcel com a Concha Cabezuela.
- Maruchi León com a Chus.
- Ana Álvarez com a Cambrera.
- Nines Martínez
- Francisco Casares com a Sergent Instructor.

## Producció
Segons Giménez-Rico, la idea original de la història li va sorgir en una reunió de la seva promoció de la milícia universitària, amb el guió més tard escrit conjuntament amb Rafael Azcona. Una producció Penélope, la pel·lícula tenia un pressupost reportat de 150 milions de Pts. El rodatge es va fer a Alcalá de Henares. 'constitueix una de les primeres representacions cinematogràfiques del insubmissió al reclutament militar a Espanya.

## Estrena
La pel·lícula es va estrenar en cinemes a Espanya el 7 d'octubre de 1988. També es va projectar a la IX edició de la Mostra de València. Va recaptar 38,372,395 Pts (107,098 entrades).